# El Perú (Santa Cruz de Tenerife)
El Perú es un barrio de la ciudad de Santa Cruz de Tenerife (Canarias, España), que se encuadra administrativamente dentro del distrito de Salud-La Salle.
Aquí se encuentra el parque Las Indias, que separa El Perú del barrio de La Salud.

## Características
El barrio queda delimitado, desde su vértice norte ubicado en el Puente Prolongación Eladio Roca Salazar, por el eje de este hacia el sur, continuando por la calle de Eladio Roca y Salazar hasta la calle de Subida Cuesta Piedra. Desde este punto continúa un tramo hacia el oeste hasta la calle de Acceso Cervecera-Cuesta Piedra. Sigue entonces por la carretera Santa Cruz-Laguna TF-180 hasta tomar las avenidas de Ángel Romero y de las Islas Canarias. En esta avenida, el límite toma por la calle de Santiago Beyro hacia el norte hasta la calle de Juan Álvarez Delgado, que sigue hasta la avenida de Venezuela. Desde aquí, prosigue el límite por el eje de esta hasta tomar la calle de Ribera, que sigue en línea recta hasta el punto de partida.
Cuenta con varias plazas públicas —plza. Francisco Arteaga García "Párroco", plza. Cruz del Señor y plza. En Divina Pastora—, una iglesia dedicada a la Cruz del Señor, varios parques infantiles, farmacias, entidades bancarias, comercios, una gasolinera y un polideportivo. Aquí se encuentran también el parque de Las Indias, los centros de enseñanza CEIP Villa Ascensión e IES Las Indias, así como varias instituciones públicas —Centro Insular de Entidades de Voluntariado y Centro Municipal de la Mujer— y una comisaría de la policía local de Santa Cruz. En el límite del barrio se ubica además la fábrica de cerveza Cervecería de Canarias.

## Historia
El barrio se desarrolla desde la década de 1930 en torno a la carretera que unía Santa Cruz con La Laguna, consolidándose entre los años 70 y 80.

## Demografía
| Año        | 2005  | 2006  | 2007  | 2008  | 2009  | 2010  | 2014  |
| ---------- | ----- | ----- | ----- | ----- | ----- | ----- | ----- |
| Habitantes | 4.191 | 5.970 | 5.797 | 5.821 | 5.721 | 5.706 | 5.331 |

## Fiestas
El barrio de El Perú celebra fiestas populares durante el mes de mayo.

## Transporte público
En el barrio se encuentra la parada de la línea 1 del Tranvía de Tenerife denominada Cruz del Señor.
| Línea | Origen      | Destino    |
| ----- | ----------- | ---------- |
|       | La Trinidad | Santa Cruz |

En guagua queda conectado mediante las siguientes líneas de Titsa:
| Línea | Trayecto                                                                     | Recorrido |
| ----- | ---------------------------------------------------------------------------- | --------- |
| 014   | Santa Cruz - La Laguna (por barrio La Salud y finca España)                  | Recorrido |
| 026   | Santa Cruz - La Laguna (por barrio La Salud y finca España)                  | Recorrido |
| 228   | Santa Cruz - Los Campitos (por La Cuesta)                                    | Recorrido |
| 906   | Intercambiador - Barrio La Salud (Cuesta Piedra)                             | Recorrido |
| 911   | Muelle Norte - Ramblas - Cruz del Señor - Barrio de La Salud - Cuesta Piedra | Recorrido |

## Lugares de interés
- Palacete Coviella —Centro Municipal de la Mujer—[6]
- Parque de Las Indias